# Holger Borggrefe
Holger Borggrefe (* 1966 in Bonn) ist ein deutscher Filmregisseur, Fotograf, Drehbuchautor, Dozent und Schauspiellehrer.

## Leben
Holger Borggrefe studierte Visuelle Kommunikation und Filmregie an der GhK Kassel, der Hamburg Media School und in Manchester. Seine Kurzfilme Männer und ihre Hobbies und Sherut Taxi sowie sein Spielfilm Zwei ist eine gute Zahl wurden vielfach national und international ausgezeichnet. Von 2003 bis 2007 leitete er die Abteilung Filmregie und Schauspiel an der IFS Köln. Seit 2014 arbeitet er in der Leitung des Theater Werkmünchen, einer Fortbildungsinstitution für Schauspieler und Darstellende Künstler, wo er die Abteilung Acting-for-Film leitet. Ferner ist er seit 2010 auch als Fotograf mit Schwerpunkt Schauspielfotografie tätig, wobei sein Portfolio auch Landschafts-, Theater- und Film-Standfotografie umfasst.

## Filmografie (Auswahl)
- 1996: Männer und ihre Hobbies (Kurzfilm)
- 1998: Sherut Taxi (Kurzfilm)
- 2001–2002: Die Kinder vom Alstertal (4 Folgen)
- 2005: Willkommen im Club
- 2008: Endlose Sekunden (Kurzfilm)
- 2014: Noch ein Wunsch (Kurzfilm)
- 2016: Vater werden (Kurzfilm)
- 2021: Zwei ist eine gute Zahl
- 2024: Einmal richtig

## Auszeichnungen (Auswahl)
- 1997: Studio Hamburg Nachwuchspreis für Männer und ihre Hobbies
- 1997: Best International Studentfilm beim British Short Film Festival London für Männer und ihre Hobbies
- 1998: Deutscher Filmhochschulpreis beim Münchner Filmfest der Filmhochschulen für Sherut Taxi
- 1999: Förderpreis des WDR beim Filmfest Münster für Sherut Taxi[4]
- 2021: Publikumspreis Spielfilm bei den Grenzland-Filmtagen in Selb für Zwei ist eine gute Zahl[5][6]
- 2021: Preis für das beste europäische Drehbuch des Festival International du Film de Bretagne für Zwei ist eine gute Zahl[7]
- 2021: Preis für den besten Spielfilm des Auber International Film Festival für Zwei ist eine gute Zahl[8]
- 2021: Preis für den besten internationalen Spielfilm beim Vancouver Independent Film Festival für Zwei ist eine gute Zahl[9]
- 2021: Preis für den besten Spielfilm beim Festival of Cinema NYC für Zwei ist eine gute Zahl[10]